# هوس زیر درختان نارون
هوس زیر درخت نارون (به انگلیسی: Desire Under the Elms) نمایش‌نامه‌ای است که توسط یوجین اونیل، نویسندهٔ اهل ایالات متحده آمریکا نوشته شده‌است.